# József Nagy (allenatore di calcio)
József Nagy (Budapest, 15 ottobre 1892 – Budapest, 22 gennaio 1963) è stato un calciatore e allenatore di calcio ungherese.

## Biografia
Nativo di Budapest, Nagy era di origine nobiliare e portava il titolo di conte.  Divenuto calciatore e poi allenatore, lavorò in Svezia ed Italia prima di ritornare in patria ove morì nel 1963 nella sua città natale.

## Carriera

### Calciatore
Di ruolo ala sinistra, da calciatore ha militato nel Bocskay Sport Club e nel Magyar Testgyakorlók Köre Budapest Futball Club.

### Allenatore
Ha iniziato la carriera di allenatore in Svezia, ove allenò anche la nazionale svedese all'Olimpiade di Parigi del 1924, ove la rappresentativa scandinava ottenne la medaglia di bronzo, sconfiggendo nella doppia sfida valida per il terzo e quarto posto i Paesi Bassi.
Dopo l'esperienza alla guida della nazionale svedese, giunse, nel 1928 in Italia, dove allenò per quattro stagioni la Pro Vercelli, e per una Bologna e Genoa. Tra gli incarichi ricevuti nella sua avventura italiana c'è anche quello di allenatore delle squadre giovanili della Lazio.
Nel 1935 tornò in Svezia, per guidare tra gli altri, oltre la nazionale svedese ai mondiali del 1934 e del 1938, IK Brage e IFK Göteborg.

## Palmarès

### Allenatore

#### Club
- Coppa Mitropa: 1

Bologna: 1932

#### Nazionale
- Bronzo olimpico: 1

Parigi 1924